# Sea Rex - I dinosauri degli abissi
Sea Rex - I dinosauri degli abissi (Sea Rex 3D: Journey to a Prehistoric World) è un mediometraggio documentario in 3D diretto da Ronan Chapalain e Pascal Vuong, e distribuito nei cinema Imax nel 2010.